# Харійс Меллупс
Харійс Меллупс (Харій Артурович Меллупс; латис. Harijs Mellups; нар. 1927 — пом. 7 січня 1950, Свердловськ, СРСР) — латвійський та радянський спортсмен (футбол, хокей із шайбою, бокс, баскетбол).

## Життєпис
Найкращий радянський хокейний воротар повоєнного часу. Виступав за ризьке «Динамо» (1946–1949) та московський ВПС (1949–1950). Всього у чемпіонатах СРСР провів 60 матчів. Основний воротар збірної Москви, яка взимку 1948 року проводила серію матчів з найсильнішою європейською клубною командою того часу, празьким ЛТЦ.
Влітку виступав на футбольних полях. Грав у нападі ризької «Даугави» (1947–1948) і ВПС (1949). За латвійську команду провів у другій групі 53 матчі, 36 голів, а в складі москвичів — три поєдинки в елітній лізі.
Загинув 7 січня 1950, під час невдалої посадки літака на аеродром поблизу Свердловська. Всього у цій авіакатастрофі загинуло 11 гравців команди ВПС.
| № | Дата           | Місце проведення | Суперник    | Рахунок |
| - | -------------- | ---------------- | ----------- | ------- |
| 1 | 26 лютого 1948 | Москва           | ЛТЦ (Прага) | 6 : 3   |
| 2 | 28 лютого 1948 | Москва           | ЛТЦ (Прага) | 3 : 5   |
| 3 | 2 березня 1948 | Москва           | ЛТЦ (Прага) | 2 : 2   |